# Sean McVay
Sean McVay (24 de janeiro de 1986) é um treinador de futebol americano que atualmente comanda o Los Angeles Rams, franquia pertencente a National Football League (NFL). Ele se tornou o treinador principal dos Rams em 2017, aos 30 anos, o mais jovem treinador na história moderna da NFL. McVay também é o treinador principal mais jovem a se classificar para a pós-temporada, ganhar um jogo do playoff, aparecer no Super Bowl e ser nomeado o treinador do ano da NFL pela Associated Press. 
Em sua primeira temporada, McVay revitalizou um time do Rams que tinha o ataque de menor pontuação da liga no ano anterior para o time de maior pontuação de 2017 a caminho do título da NFC West. A temporada também marcou o primeiro recorde de vitórias do Rams desde 2003 e a primeira aparição nos playoffs desde 2004. Em seu segundo ano, McVay levou o Rams ao Super Bowl LIII. Seu sucesso em Los Angeles é creditado pela mudança da filosofia de contratação da NFL em direção aos treinadores principais, com mais equipes nomeando treinadores mais jovens para liderá-los.